# Orbient
Orbient (Orbital au Japon) est un jeu vidéo de puzzle développé par Skip et édité par Nintendo, sorti en 2006 sur Game Boy Advance (dans la série bit Generations) et en 2009 sur WiiWare (dans la série Art Style).

## Accueil
- GameSpot : 7/10[1]